# Modulation (Linguistik)
Modulation in der Allgemeinen Linguistik bedeutet „Gestaltung des Sprechens“, wie z. B.:
- Lautes – leises Sprechen (Lautstärke)
- Schnelles – langsames Sprechen (Sprechrhythmus)
- heben – senken der Stimme (Tonhöhe)

Modulation bedeutet auch „semantisches Paraphrasieren“ (= Umschreiben), z. B.: „He’s barking up the wrong tree“ wird übersetzt zu „Er befindet sich auf dem Holzweg“. Um den Sinn zu erhalten, muss also zum Beispiel ein Sprichwort einer Sprache durch ein anders lautendes Sprichwort einer anderen Sprache ersetzt werden.